# 参宿增卅六
獵戶座υ，又名BD-07 1106，HD 36512、SAO 132222、HR 1855，是獵戶座的一颗恒星，视星等为4.62，位于銀經210.44，銀緯-20.98，其B1900.0坐标为赤經5h 27m 5.5s，赤緯-7° -20.98′ 31″。